# Alexis Ajinça
Alexis Ajinça (ur. 6 maja 1988 w Saint-Étienne) – francuski koszykarz, występujący na pozycji środkowego.
W 2006 rozpoczął profesjonalną karierę, podpisując pierwszy kontrakt z drużyną Pau Orthez. Po rozegraniu zaledwie 2 spotkań w drużynie, został wypożyczony na kolejne rozgrywki do klubu Hyeres-Toulon. Tam spędził całe rozgrywki 2007-08, pokazując się z niezłej strony i przykuwając uwagę skautów także z NBA. Zgłosił się w związku z tym do draftu 2008.
Ajinça został wybrany w drafcie NBA 2008 z numerem 20 przez Charlotte Bobcats. W drużynie miał duża rywalizację na swojej pozycji, większość minut otrzymywali Emeka Okafor i Nazr Mohammed. 9 marca 2009 Ajinca został odesłany do drużyny filialnej - Sioux Falls Skyforce. W kolejnym sezonie władze klubu powtórzyły ten sam ruch i 30 listopada 2009 Ajinca trafił do Maine Red Claws.
13 lipca 2010 został wymieniony przez Charlotte Bobcats razem z Tysonem Chandlerem do Dallas Mavericks w zamian za Matta Carrolla, Ericka Dampiera, Eduardo Najerę i gotówkę. W klubie z Teksasu długo nie zabawił. Już 24 stycznia 2011, po rozegraniu zaledwie 10 meczów, został wymieniony przez Dallas Mavericks do Toronto Raptors razem z kwotą pieniężną, wyborem w drugiej rundzie draftu 2013 za prawa do Georgiosa Printezisa.
W listopadzie 2011 podczas lokautu zdecydował się na przeniesienie do ligi francuskiej. Podpisał najpierw kontrakt z Hyeres Toulon, a w trakcie rozgrywek przeniósł się do Strasbourga. 12 sierpnia 2012 zdecydował się przedłużyć kontrakt o kolejny rok. W sierpniu 2013 przedłużył kontrakt ze Strasbourgiem na sezon 2013/14.
18 grudnia 2013 opuścił Strasbourg, a dwa dni później podpisał kontrakt z New Orleans Pelicans. 21 grudnia 2013 zadebiutował w barwach nowego klubu w spotkaniu przeciwko Portland Trail Blazers i od razu ustanowił rekord kariery, zbierając 11 piłek z tablicy. Rekord kariery w punktach ustanowił 24 lutego 2014 przeciwko Los Angeles Clippers. Rzucił wtedy 19 punktów, trafiając 7 z 13 rzutów z gry, dołożył do tego 12 zbiórek, notując pierwsze w karierze double-double.
15 października 2018 został wysłany do Los Angeles Clippers w zamian za Wesleya Johnsona, po czym natychmiast go zwolniono. 28 grudnia dołączył do francuskiego ASVEL Lyon-Villeurbanne Basket. 8 marca 2019 opuścił klub.

## Osiągnięcia

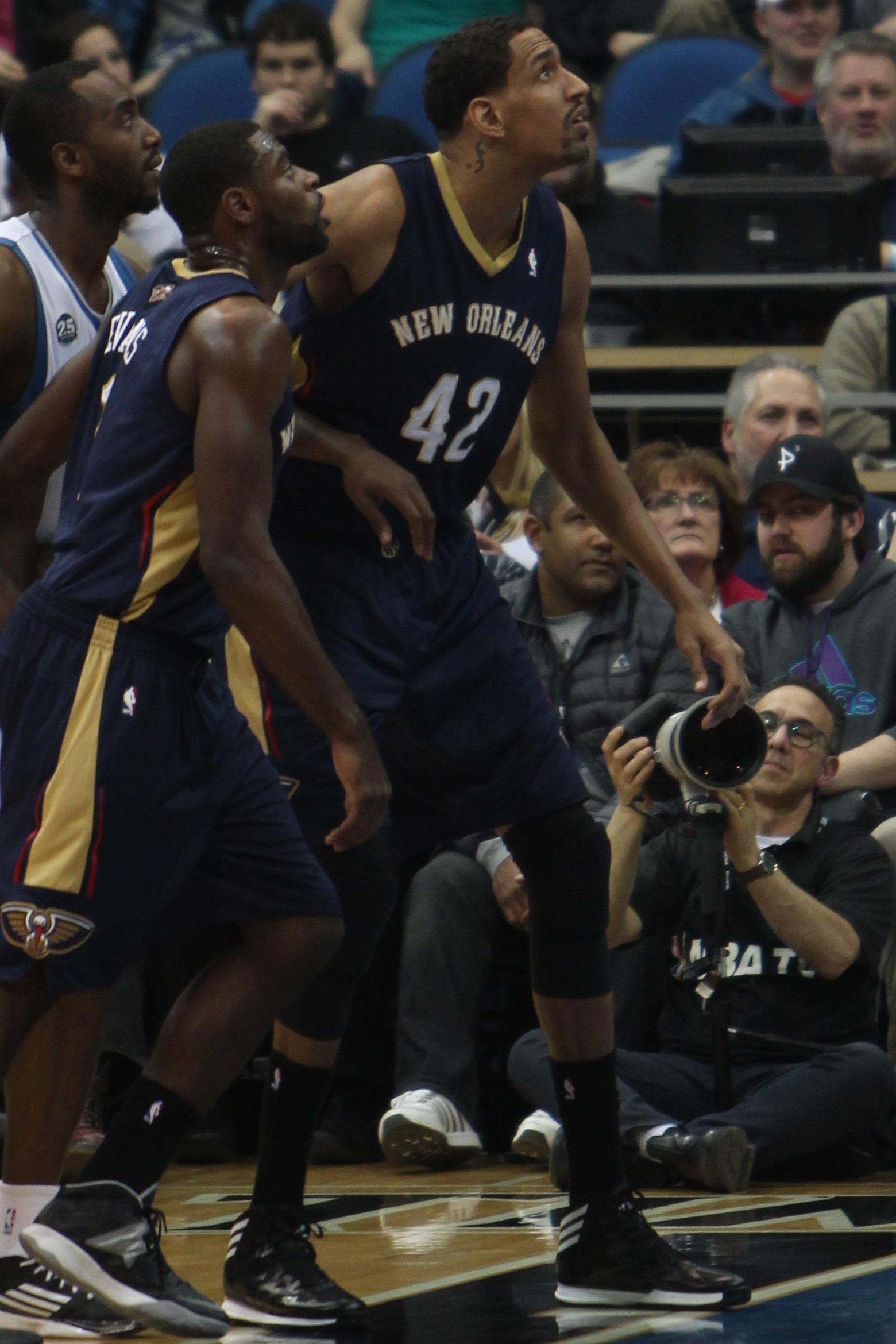
Ajinça w 2014.

Na podstawie, o ile nie zaznaczono inaczej.
Drużynowe
- Mistrz Francji (2019)
- Wicemistrz Francji (2013)
- Zdobywca Pucharu Francji (2007, 2019)
- Finalista Pucharu Liderów Francji (2013)

Indywidualne
- Uczestnik meczu gwiazd:
  - D-League (2010)
  - francuskiej ligi LNB Pro A (2013)
  - młodych talentów Nike Hoop Summit (2007[20], 2008[21])
- Lider ligi francuskiej w blokach (2012)

Reprezentacja
- Mistrz:
  - Europy:
    - 2013
    - U–18 (2006)
    - U–16 (2004)

  - kwalifikacji olimpijskich (2016)
  - turnieju Alberta Schweitzera (2006)
- Brązowy medalista mistrzostw świata U–19 (2007)
- Uczestnik mistrzostw Europy U–18 (2005 – 6. miejsce, 2006)
- Najbardziej utalentowany zawodnik turnieju Alberta Schweitzera (2006)
- Zaliczony do I składu turnieju Alberta Schweitzera (2006)

## Statystyki
Stan na koniec sezonu 2016/17

### Francja
| Sezon   | Drużyna       | M   | S5 | MPG  | FG%   | 3P%   | FT%   | RPG | APG | SPG | BPG | PPG  |
| ------- | ------------- | --- | -- | ---- | ----- | ----- | ----- | --- | --- | --- | --- | ---- |
| 2006/07 | Pau Orthez    | 4   | 0  | 6,0  | 0,0%  | 0,0%  | 50,0% | 2,3 | 0,3 | 0,3 | 0,3 | 0,5  |
| 2007/08 | Hyeres-Toulon | 27  | 0  | 11,1 | 52,7% | 40,0% | 81,0% | 3,0 | 0,6 | 0,3 | 1,2 | 4,9  |
| 2011/12 | Hyeres-Toulon | 2   | 0  | 35,0 | 57,7% | 33,3% | 90,0% | 6,5 | 1,0 | 0,0 | 4,5 | 21,0 |
| 2011/12 | Strasbourg IG | 17  | 0  | 24,9 | 55,1% | 29,4% | 60,7% | 5,9 | 1,5 | 1,5 | 2,0 | 14,0 |
| 2012/13 | Strasbourg IG | 37  | 0  | 23,7 | 57,6% | 27,8% | 83,3% | 6,3 | 1,0 | 0,5 | 1,6 | 15,3 |
| 2013/14 | Strasbourg IG | 21  | 0  | 24,5 | 54,2% | 0,0%  | 74,4% | 6,3 | 1,9 | 0,8 | 1,2 | 15,3 |
| Razem   |               | 108 | 0  | 20,8 | 55,0% | 25,0% | 76,9% | 5,2 | 1,1 | 0,6 | 1,2 | 12,0 |

### NBA
Na podstawie Basketball-Reference.com (ang.)

#### Sezon regularny
| Sezon   | Drużyna     | M   | S5 | MPG  | FG%   | 3P%   | FT%   | RPG | APG | SPG | BPG | PPG |
| ------- | ----------- | --- | -- | ---- | ----- | ----- | ----- | --- | --- | --- | --- | --- |
| 2008/09 | Charlotte   | 31  | 4  | 5,9  | 36,2% | 0,0%  | 71,4% | 1,0 | 0,1 | 0,2 | 0,2 | 2,3 |
| 2009/10 | Charlotte   | 6   | 0  | 5,0  | 50,0% | –     | 0,0%  | 0,7 | 0,0 | 0,2 | 0,2 | 1,7 |
| 2010/11 | Dallas      | 10  | 2  | 7,5  | 37,5% | 42,9% | 66,7% | 1,7 | 0,2 | 0,3 | 0,5 | 2,9 |
| 2010/11 | Toronto     | 24  | 0  | 11,0 | 46,5% | 33,3% | 73,3% | 2,5 | 0,3 | 0,3 | 0,6 | 4,8 |
| 2013/14 | New Orleans | 56  | 30 | 17,0 | 54,6% | 0,0%  | 83,6% | 4,9 | 0,7 | 0,4 | 0,8 | 5,9 |
| 2014/15 | New Orleans | 68  | 8  | 14,1 | 55,0% | –     | 81,8% | 4,6 | 0,7 | 0,3 | 0,8 | 6,5 |
| 2015/16 | New Orleans | 59  | 17 | 14,6 | 47,6% | 0,0%  | 83,9% | 4,6 | 0,5 | 0,3 | 0,6 | 6,0 |
| 2016/17 | New Orleans | 39  | 15 | 15,0 | 50,0% | 0,0%  | 72,5% | 4,5 | 0,3 | 0,5 | 0,6 | 5,3 |
| Razem   |             | 293 | 76 | 13,3 | 50,3% | 28,6% | 79,7% | 3,9 | 0,5 | 0,3 | 0,6 | 5,3 |

#### Play-offy
| Sezon | Drużyna     | M | S5 | MPG | FG%    | 3P% | FT% | RPG | APG | SPG | BPG | PPG |
| ----- | ----------- | - | -- | --- | ------ | --- | --- | --- | --- | --- | --- | --- |
| 2015  | New Orleans | 3 | 0  | 3,3 | 100,0% | –   | –   | 0,3 | 0,3 | 0,3 | 0,0 | 2,7 |
| Razem |             | 3 | 0  | 3,3 | 100,0% | –   | –   | 0,3 | 0,3 | 0,3 | 0,0 | 2,7 |

### NBDL
| Sezon   | Drużyna              | M  | S5 | MPG  | FG%   | 3P%  | FT%   | RPG | APG | SPG | BPG | PPG  |
| ------- | -------------------- | -- | -- | ---- | ----- | ---- | ----- | --- | --- | --- | --- | ---- |
| 2008/09 | Sioux Falls Skyforce | 11 | 0  | 22,8 | 47,5% | 0,0% | 79,5% | 6,8 | 0,4 | 0,8 | 1,8 | 11,9 |
| 2009/10 | Maine Red Claws      | 22 | 21 | 26,0 | 54,6% | 0,0% | 74,8% | 7,5 | 0,4 | 0,4 | 3,1 | 14,6 |
| Razem   |                      | 33 | 21 | 24,9 | 52,3% | 0,0% | 76,0% | 7,3 | 0,4 | 0,6 | 2,7 | 13,7 |